# Mallinella milkyway
Mallinella milkyway (лат.) — вид пауков-муравьедов рода Mallinella (Zodariidae). Встречаются на острове Шри-Ланка (Южная Азия). Назван в честь шоколада Milky Way.

## Описание
Пауки мелких размеров (около 5 мм) желтовато-коричневого цвета. Карапакс яйцевидный, зернистый, коричневый, слегка более тёмный в передней части. Лабиум треугольный, желто-коричневый. Стернум коричневый, с редкими черными волосками. Ноги в целом желтоватые, за исключением коричневых бёдер. Формула ног 4132. Опистосома овальная, покрыта чёрными короткими волосками, с ланцетовидным дорсальным скутумом у самца (у самки скутум отсутствует). Верх опистосомы тёмно-сепиевый. Рисунок на дорзуме опистосомы представлен парой крупных передних пятен, за которыми следует неравномерное расположение бледных пятен. Mallinella milkyway имеет общие черты с представителями группы M. redimita — U-образную эпигинальную пластинку, слезовидные PVS и сильно удлинённые осеменительные протоки. В группе redimita самцы M. milkyway наиболее сходны с самцами M. redimita, поскольку оба имеют фланцевидный RTA, раздвоенный эмболус, острый апикальный гребень, направленный назад, и треугольную апико-ретролатеральную складку с тупой вершиной, но могут быть отделены от неё рами эмболуса с тупыми вершинами (резко заострёнными у M. redimita) и ланцетовидным спинным щитиком. Самки также наиболее сходны с самками M. redimata, поскольку обе имеют общую U-образную эпигиналъную пластинку и удлинённые семявыносящие протоки, но могут быть отделены от них шаровидными сперматеками (усечённые сперматеки у M. redimita).

## Классификация
Вид был впервые описан в 2025 году. Сходен с видом Mallinella redimita.